# Żabnica (Silésie)
Pour les articles homonymes, voir Żabnica.
Żabnica est une localité polonaise de la gmina de Węgierska Górka, située dans le powiat de Żywiec en voïvodie de Silésie.